# ニコラジパーク
『ニコラジパーク』は、JFNCの制作により、JFN系列各局で2016年10月3日から2021年3月31日までの4年半に亘って毎週月 - 木曜 21:00 - 21:55（各局の放送時間の詳細は後述）に放送されていたラジオ番組である。略称 ニコパク。

## 概要
かつて放送された『wktkの枠』・『ニコラジパラダイス』を受け継ぎ、生放送主やYouTuber等動画投稿サイトで活躍した人物をパーソナリティに抜擢し、ラジオという音声メディアを使って自由に遊んでもらおうというコンセプトだった。

## パーソナリティ
年月記述のないパーソナリティは開始から終了まで登場。
- 月曜日：小林幸子、ドグマ風見
- 火曜日：湯毛、CHiCO（2018年1月 - 終了）
- 水曜日：りんな、葉邑ゆう (2018年10月 - 終了)、エッティ（2020年4月 - 終了）
- 木曜日：神生アキラ（アルスマグナ）

### 過去
- 月曜日：吉村美紅帆（2019年10月7日 - 2019年12月30日、アシスタントとして）
- 火曜日：天月-あまつき-、96猫（放送開始 - 2017年12月）
- 水曜日：ROOT FIVE (放送開始 - 2018年9月)
- 水曜日：椎名唯華 (2018年10月 - 2019年6月)

## ネット局
放送時間の早い順から記載。
全局「radiko.jp」や「radikoプレミアム」で聴取可能。☆印は放送開始 - 2017年12月28日に『Love in Action』放送のため21:45で飛び降りた局であることを示す。
| 放送対象地域   | 放送局名                                     | 放送時間                                                          | 放送期間                                                    | 備考        |
| -------------- | -------------------------------------------- | ----------------------------------------------------------------- | ----------------------------------------------------------- | ----------- |
| 秋田県         | エフエム秋田（AFM）☆                         | 毎週月曜 - 木曜 21:00 - 21:55                                     | 開始 - 終了                                                 |             |
| 山形県         | エフエム山形（Rhythm Station）☆              | 毎週月曜 - 木曜 21:00 - 21:55                                     | 開始 - 終了                                                 | [ 2 ]       |
| 石川県         | エフエム石川（HELLO FIVE）☆                  | 毎週月曜 - 木曜 21:00 - 21:55                                     | 開始 - 終了                                                 |             |
| 岐阜県         | エフエム岐阜（FM GIFU）☆                     | 毎週月曜 - 木曜 21:00 - 21:55                                     | 開始 - 終了                                                 |             |
| 三重県         | 三重エフエム放送（レディオキューブ FM三重）☆ | 毎週月曜 - 木曜 21:00 - 21:55                                     | 開始 - 終了                                                 |             |
| 滋賀県         | エフエム滋賀（e-radio）☆                     | 毎週月曜 - 木曜 21:00 - 21:55                                     | 開始 - 終了                                                 |             |
| 山口県         | エフエム山口（FMY）☆                         | 毎週月曜 - 木曜 21:00 - 21:55                                     | 開始 - 終了                                                 |             |
| 鳥取県・島根県 | エフエム山陰（V-air）☆                       | 毎週月曜 - 木曜 21:00 - 21:55                                     | 開始 - 終了                                                 |             |
| 岡山県         | 岡山エフエム放送（FM OKAYAMA）☆              | 毎週月曜 - 木曜 21:00 - 21:55                                     | 開始 - 終了                                                 |             |
| 佐賀県         | エフエム佐賀（FMS）☆                         | 毎週月曜 - 木曜 21:00 - 21:55                                     | 開始 - 終了                                                 |             |
| 青森県         | エフエム青森（AFB）☆                         | 毎週月曜 - 水曜 21:00 - 21:55                                     | 開始 - 終了                                                 |             |
| 群馬県         | エフエム群馬（FM GUNMA）☆                    | 毎週月曜 - 水曜 21:00 - 21:55                                     | 開始 - 終了                                                 | [ 3 ]       |
| 長野県         | 長野エフエム放送（FM長野）☆                  | 毎週月曜 - 水曜 21:00 - 21:55                                     | 開始 - 終了                                                 | [ 4 ] [ 5 ] |
| 福井県         | 福井エフエム放送（FM FUKUI）☆                | 毎週月曜 - 水曜 21:00 - 21:55                                     | 開始 - 終了                                                 | [ 6 ]       |
| 長崎県         | エフエム長崎（FM Nagasaki）☆                 | 毎週月曜・火曜 21:00 - 21:55                                      | 開始 - 終了                                                 | [ 4 ] [ 7 ] |
| 熊本県         | エフエム熊本（FMK）☆                         | 毎週月曜・火曜 21:00 - 21:55                                      | 開始 - 終了                                                 | [ 8 ]       |
| 鹿児島県       | エフエム鹿児島（μFM）                        | 毎週月曜 21:00 - 21:55                                            | 2016年10月3日 - 2019年7月29日 2020年11月2日 - 2021年3月29日 | [ 9 ]       |
| 栃木県         | エフエム栃木（RADIO BERRY）☆                 | 毎週月曜 21:00 - 21:55                                            | 2016年10月3日 - 2021年3月29日                               | [ 10 ]      |
| 香川県         | エフエム香川（FM香川）                       | 毎週火曜 - 木曜 21:00 - 21:55 毎月第1・第4・第5月曜 21:00 - 21:55 | 2016年10月3日 - 2021年3月29日                               |             |
| 沖縄県         | エフエム沖縄（FM沖縄）☆                      | 毎週水曜・木曜 21:00 - 21:55                                      | 2017年4月3日 - 2021年3月31日                                | [ 13 ]      |

### 過去
| 放送対象地域 | 放送局名                          | 放送時間                      | 放送期間                                            | 備考 |
| ------------ | --------------------------------- | ----------------------------- | --------------------------------------------------- | ---- |
| 岩手県       | エフエム岩手（FM IWATE）          | 毎週月曜 - 水曜 21:00 - 21:45 | 2016年10月3日 - 2017年3月30日                       |      |
| 福島県       | エフエム福島（ふくしまFM）        | 毎週月曜 - 木曜 21:00 - 21:45 | 2016年10月3日 - 2017年9月28日                       |      |
| 宮城県       | エフエム仙台（Date fm）☆          | 毎週月曜 - 木曜 21:00 - 21:55 | 2016年10月3日 - 2018年3月29日                       |      |
| 宮崎県       | エフエム宮崎（JOY FM）            | 毎週月曜 - 木曜 21:00 - 21:55 | 2016年10月3日 - 2019年3月28日                       |      |
| 高知県       | エフエム高知（Hi-Six）            | 毎週月曜 - 木曜 21:00 - 21:55 | 2017年4月3日 - 2019年9月26日                        |      |
| 新潟県       | エフエムラジオ新潟（FM-NIIGATA）☆ | 毎週月曜 - 木曜 21:00 - 21:55 | 2016年10月3日 - 2018年3月29日 2020年1月1日 - 7月2日 |      |